# Hidde Sjoerds de Vries

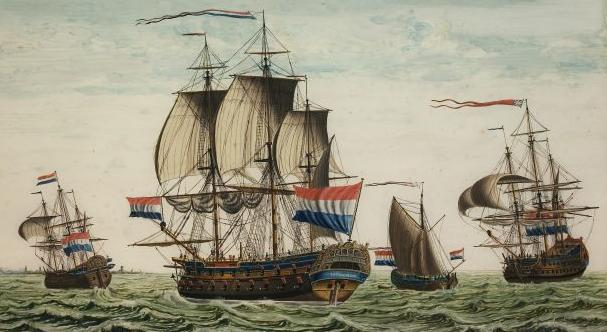
De Friso, onder bevel van De Vries

Hidde Sjoerds de Vries (Sexbierum, 22 december 1645 - Noordzee, 1 juli 1694), was een zeevaarder in dienst van de Friese Admiraliteit.
Eveneens als zijn oom Tjerk Hiddes de Vries maakte hij carrière bij de Friese Admiraliteit. Na in 1683 kapitein geweest te zijn op een schip van de Admiraliteit werd hij op 22 maart 1692 tot schout-bij-nacht gepromoveerd. In deze functie voerde hij het bevel bij de zeeslagen bij Barfleur en La Hougue en Duinkerke in 1692. In 1694 voerde hij vanaf Prins Friso het bevel over de Nederlandse vloot. In een gevecht met de (Nederlandstalige) Fransman Jan Baert (Jean Bart in het Frans) raakte hij op 29 juni door een pistoolkogel in de borst gewond. Hij werd gevangen genomen waarna hij voor Duinkerke zijn laatste adem uitblies.